# Divine Lunga
Divine Lunga (Bulawayo, 28 maggio 1995) è un calciatore zimbabwese, difensore del M. Sundowns e della nazionale zimbabwese.

## Carriera

### Nazionale
Nel 2019 ha partecipato alla Coppa d'Africa.

## Palmarès

### Club

#### Competizioni nazionali
- Premier Division (Sudafrica): 1

Mamelodi Sundowns: 2023-2024